# Vetró Margit
Vetró Margit (Hódmezővásárhely, 1935. június 14. –) magyar színésznő.

## Életpályája
1959-ben szerzett színészi diplomát a Színház- és Filmművészeti Főiskolán.  Egy évadot Pécsi Nemzeti Színházban töltött, négyet pedig a fővárosi Petőfi Színházban. Ezután Kecskeméten és Pécsett játszott. 1968-tól a Kamara Varieté színésznője volt, majd elhagyta a pályát. Főként zenés darabok, musicalek karakterszerepeit, fiatal hősnőit alakította.

## Fontosabb szerepei
- Emil Sautter - Erik Charell - Jürg Amstein - Robert Gilbert - Paul Burkhard: Tűzijáték...Anna
- Molnár Ferenc: Az üvegcipő...Viola
- William Shakespeare: A vihar...Ariel
- Molière: Képzelt beteg...Angyalka,  Argan lánya
- Gyárfás Miklós: Kényszerleszállás...Angyalka
- Kálmán Imre: Marica grófnő...Liza
- Fényes Szabolcs: Maya...Madelaine
- Bertolt Brecht: Koldusopera...Polly
- Hervé: Nebáncsvirág...Denise de Flavigny (Nebáncsvirág)
- Burton Lane - E. Y. Harburg - Fred Saidy: Szivárványvölgy...Sharon, Finian lánya
- Folytassa Hacsek...szereplő (Kamara Varieté)

## Filmek, tv
- Májusi dal (1959)
- Két emelet boldogság  (1960)....Erzsike,Sipos Gyula felesége
- A Noszty fiú esete Tóth Marival (1960)
- Zápor (1961)
- Molnár Ferenc: Az üvegcipő (színházi előadás tv-felvétele, 1963)...Viola
- Karambol (1964)...Terpinkó nővére
- A férfi egészen más (1966)